# Jaroslav Polaček
Jaroslav Polaček (* 30. listopadu 1976, Košice) je slovenský regionální politik a současný primátor města Košice. Do funkce primátora byl zvolen dne 11. listopadu 2018 v komunálních volbách. Kandidoval za koalici stran Svoboda a Solidarita, Křesťanskodemokratické hnutí, Strana maďarskej komunity – Magyar Közösség Pártja, NOVA a Občanská konzervativní strana. Tehdy získal 43,29 % všech hlasů.
V letech 2002–2003 pracoval pro U. S. Steel Košice a později úspěšně řídil soukromou firmu zabývající se sběrem a likvidací odpadů s názvem Fúra.

## Život
Jaroslav Polaček se narodil dne 30. listopadu 1976 v Košicích. V letech 1983 až 1991 navštěvoval základní školu Hronová v Košicích. Poté čtyři roky studoval na Střední průmyslové škole hutnické. Ve studiu pokračoval na Technické univerzitě v Košicích, kde navštěvoval hutnickou fakultu.
V roce 2000 obdržel cenu ředitele Výzkumného a zkušebního ústavu U. S. Steel Košice za nejlepší výzkumnou práci za rok 2000. V letech 2003–2012 pracoval na vybudování největší společnosti na vývoz odpadu východním Slovensku. V letech 2007 až 2009 kompletně zorganizoval největší rekonstrukci panelového domu v Košicích. V letech 2010–2012 byl předsedou Unie autodopravců Slovenska, také spoluzaložil Hokejové městečko Košice-sever.
V letech 2010–2014 byl starostou městské části Košice-sever. V roce 2013 spoluzaložil a následně byl členem správní rady PRO KOŠICE SEVER, také spoluorganizoval projekt Amfik uvádí, což byl letní projekt v Košickém amfiteátru.
V roce 2014 byl zastupitelem města Košice, v roce 2017 pak zastupitel Košického samosprávného kraje. Od roku 2015 je spolumajitelem firmy ODPADservis s.r.o., která se zaobírá poradenstvím v oblasti životního prostředí. Od roku 2018 zastává funkci primátora města Košice.
Má syna Timona Polačka. Jeho matka podala v dubnu roku 2018 trestní oznámení na otce Jaroslava Polačka z toho důvodu, že primátor svého syna údajně sexuálně zneužíval. V srpnu roku 2018 však bylo trestní stíhání zastaveno, jelikož se podle vyšetřovatelů skutek nestal. V říjnu roku 2018 zamítl prokurátor stížnost matky Julie Polačkové, kterou podala v souvislosti se zastavením trestního stíhání. Dne 5. února prešovský soud svěřil Timona Polačka do otcova opatrovnictví.